# Mesut Özil
Mesut Özil (pronunciación: /ˈme.sut ˈø.zil/; Gelsenkirchen, 15 de octubre de 1988) es un exfutbolista alemán de ascendencia turca. Como jugador, se desempeñó en la posición de centrocampista o extremo, siendo considerado como uno de los mejores futbolistas de su generación. Fue internacional absoluto con la selección de fútbol de Alemania.
Era un jugador zurdo, ágil y rápido, con una gran técnica individual. Podía ocupar la demarcación tanto de mediapunta como de extremo, lo que le permitió explotar sus dotes para el último pase. Sobre su estilo de juego, el propio futbolista afirmó que unió a sus dos raíces: «Tomé lo mejor de los dos pueblos: la disciplina de los alemanes y la imaginación de los turcos». Desde 2021 es accionista del Club Necaxa.

## Trayectoria

### F. C. Schalke 04
Durante su infancia jugó en diferentes equipos de Gelsenkirchen, su ciudad natal. Desde 2000 a 2005 actuó en el Rot Weiss Essen.
En 2005 incorporó a las categorías inferiores del Schalke 04. En su primera temporada, en el equipo juvenil, conquistó la Bundesliga sub-19, marcando diez goles. El 12 de agosto de 2006 disputó su primer partido de la Bundesliga contra el Eintracht de Frankfurt. En enero de 2008, el equipo renano anunció que desestimaba prolongar el contrato de Özil, que terminaba en 2009.

### Werder Bremen

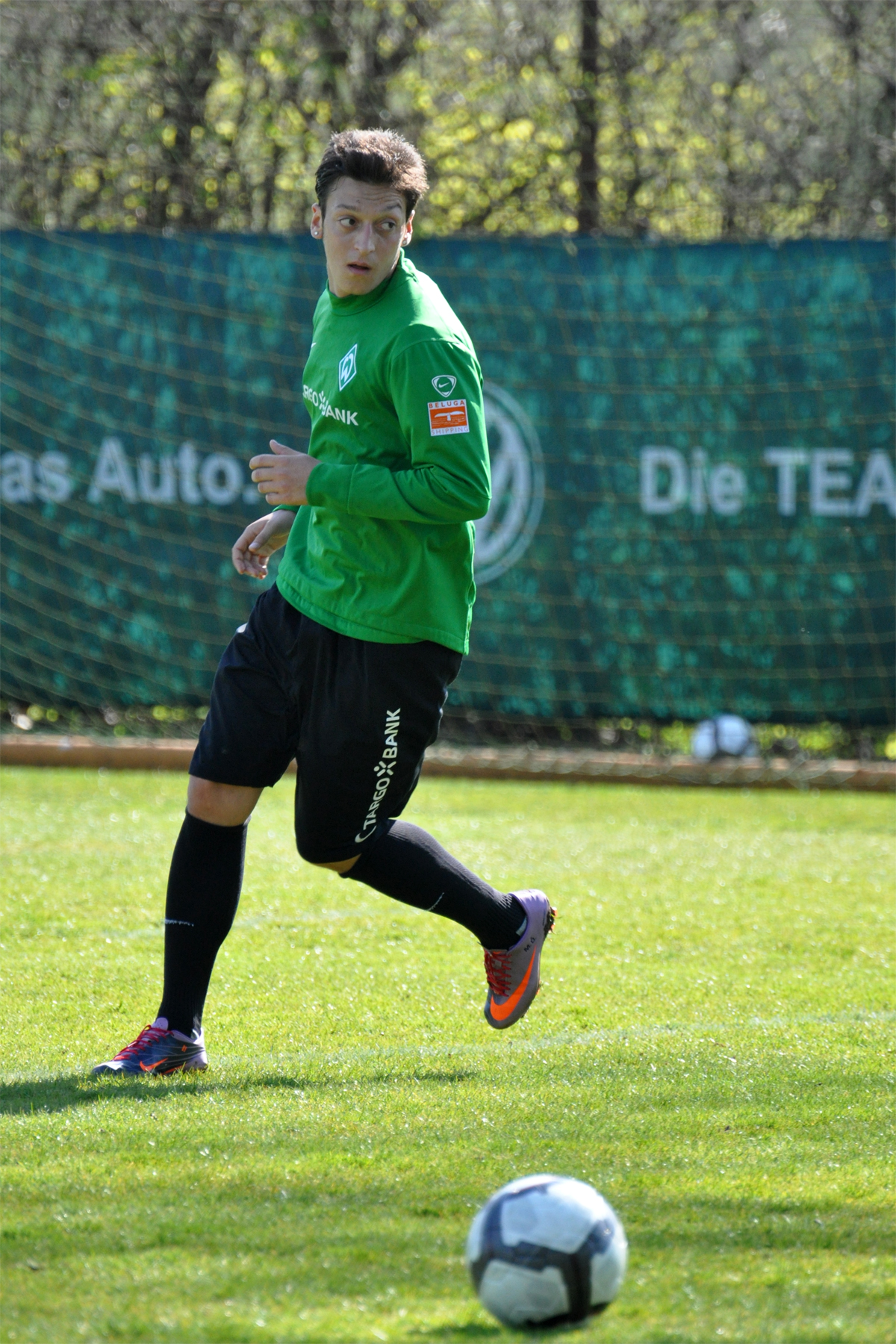
Mesut Özil con el Werder Bremen, en 2010.

El 31 de enero de 2008 fichó por el Werder Bremen, en una operación en la que el equipo verdiblanco desembolsó 4,3 millones de euros. El 26 de abril anotó contra el Karlsruhe su primer gol en la Bundesliga. En la temporada 2008/09 ganó la Copa de Alemania con el Werder, anotando el gol de la victoria de su equipo en la final frente al Bayer Leverkusen. El 1 de mayo de 2010 disputó su partido número 100 en primera división. En la temporada 2009/10 consiguió dar un total de 33 asistencias en todas las competiciones.

### Real Madrid C. F.

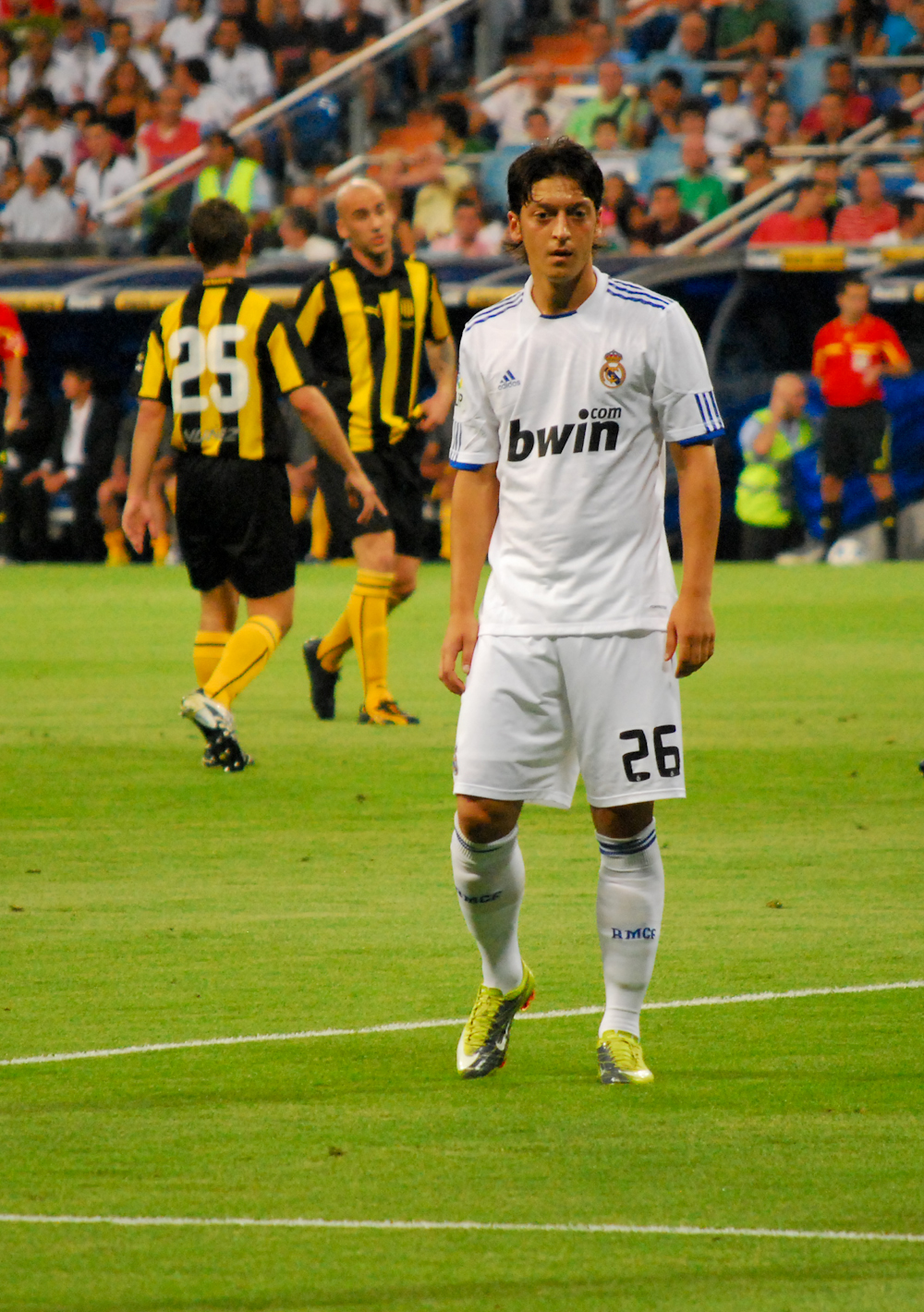
Özil —con el dorsal 26— disputando el Trofeo Santiago Bernabéu contra el Peñarol en 2010.

Özil —que tenía contrato con el Werder Bremen hasta el 30 de junio de 2011— fue contratado por el Real Madrid Club de Fútbol el 17 de agosto de 2010. «No tengo miedo, sé cual es mi potencial» afirmó el jugador una vez que se hizo público el fichaje. La operación se cifró en 15 millones de € por un contrato de cinco temporadas.

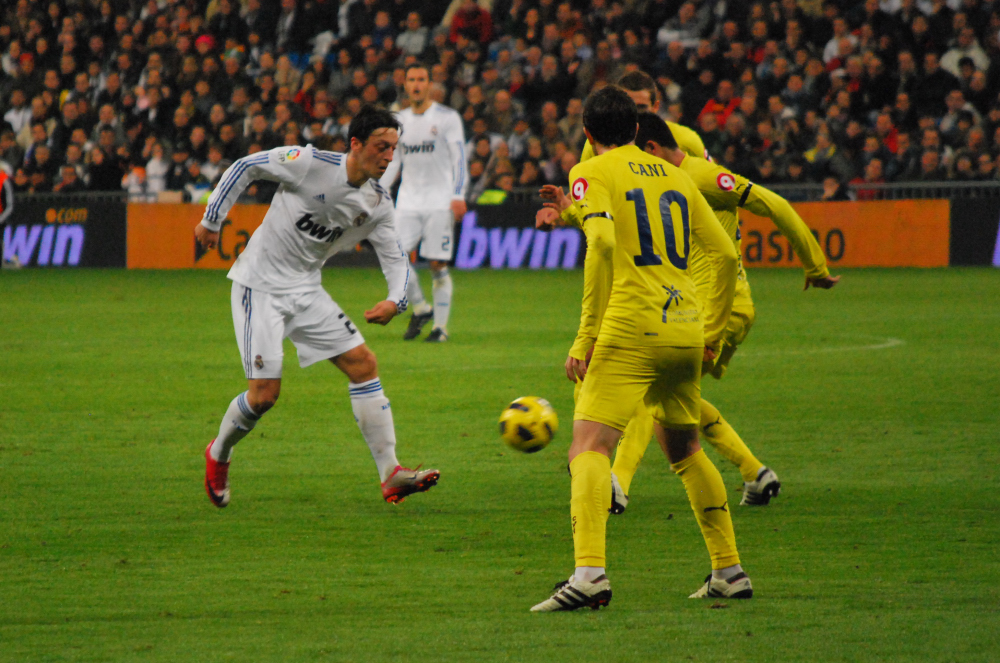
Özil en un partido contra el Villarreal en 2011.

Debutaría el 22 de agosto de 2010 contra el Hércules en el Trofeo Ciudad de Alicante. Özil Arrancó como titular luciendo el dorsal número 26. El alemán —que comenzó escorado a la derecha para luego situarse en la mediapunta— se mostró participativo y dejó detalles de su calidad. La página oficial del club lo calificó como «Un debut positivo». Su dorsal definitivo sería el número 23.
Su primer gol en Liga llegaría el 6 de octubre de 2010 ante el Deportivo de La Coruña. Mientras que en Liga de Campeones se estrenaría como goleador ante el AC Milan el 20 de octubre de ese mismo año. Seis días después la FIFA en compañía de France Football lo incluyó en la lista de 23 finalistas para el Balón de Oro de 2010.
El 14 de abril de 2011, Özil dijo «Estoy convencido de que vamos a ganar un título». Esto en referencia a los cuatro Clásicos que se jugarían en tan solo 18 días. Aquellos partidos eran claves para las aspiraciones de ambos conjuntos en las tres competiciones. En el primero de ellos —correspondiente a la trigésimosegunda jornada de Liga— Özil tuvo un rol clave para que su equipo consiguiese el empate a 1 ante el FC Barcelona. En el segundo conquistó el título de Copa del Rey tras vencer por 1-0 en Mestalla. En esa edición de Copa Özil había anotado ante Levante, Atlético de Madrid y Sevilla FC.
Al finalizar su primera temporada en España, el centrocampista sumó un total de 10 goles en todas las competiciones y 16 asistencias en Liga, quedando segundo en este apartado, solo por detrás de Lionel Messi (17).

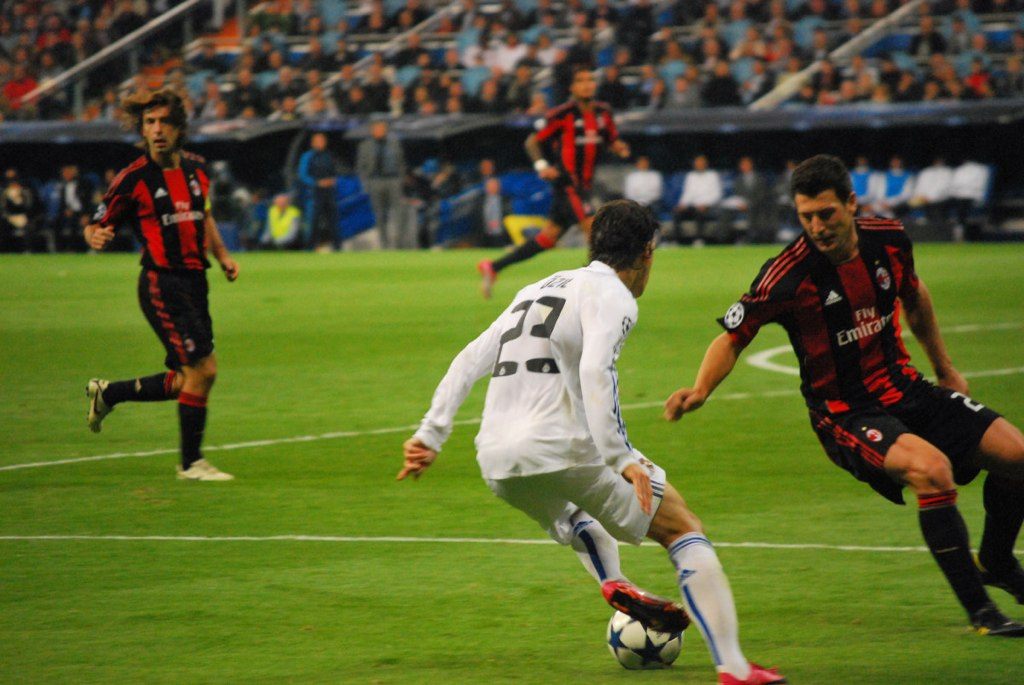
Özil regateando a Daniele Bonera.

Posteriormente Özil participaría en la pretemporada que el equipo madrileño llevó a cabo en Estados Unidos, Alemania, Inglaterra y China. Durante la gira anotaría dos goles: el primero ante el Philadelphia Union en la victoria por 1-2. Y el segundo ante el Guangzhou Evergrande de China en la goleada por 1-7. Además desde ahora luciría el dorsal número 10.
El 14 de agosto de 2011 anotó el primer gol oficial del Real Madrid en aquella temporada. Lo haría en el partido de ida de la Supercopa de España jugado en el Estadio Santiago Bernabéu ante el FC Barcelona. Özil marcaría el 1-0 tras asistencia de Karim Benzema. El encuentro acabaría 2-2. En el partido de vuelta el alemán sería expulsado en el descuento por encararse con David Villa en medio de una lamentable tangana. Posteriormente Özil explicaría su actitud argumentando que el asturiano habría insultado a su religión, el Islam.
En el primer tramo de la temporada Özil no mostraría su mejor nivel. Pese a que arrancaba como titular en la mayoría de los partidos casi siempre era sustituido en la segunda mitad. De hecho, desde el empate en la ida de la Supercopa hasta el 2 de noviembre de 2011, cuando jugó todo el encuentro ante el Olympique de Lyon, el alemán no completó un partido. En la rueda de prensa anterior a este duelo José Mourinho explicaría que el problema de Özil no era físico sino de competencia: «El año pasado Özil era el único diez, este año está Kaká, está Coentrão... El equipo es mejor, tiene más soluciones y así es difícil para cualquiera ser titular o jugar 90 minutos enteros» aseguró Mou. En ese período el centrocampista solo marcaría un gol más aparte del anotado en la Supercopa. Lo haría el 22 de noviembre en la victoria por 6-2 del Madrid ante el Dinamo de Zagreb.
Sin embargo su mejor versión volvería en 2012. En los dos primeros partidos ligueros del año sumaría 4 asistencias: 3 contra el Granada y otra ante el Mallorca. Mientras que contra el Málaga, el 10 de enero, en la vuelta de octavos de la Copa del Rey, asistiría a Benzema en el único gol de aquel partido que certificó el pase del Madrid a cuartos. En cuartos, donde se enfrentó al FC Barcelona, destacó en el partido de vuelta con la asistencia a Ronaldo en el primer gol de su equipo. Su actuación le valió numerosos elogios por parte de diversos medios de comunicación.
El 17 de abril, en el partido de ida de semifinales de Liga de Campeones contra el Bayern de Múnich, Özil cumplió 100 partidos oficiales con el Madrid. El alemán marcó además el único gol de los blancos en aquel encuentro que acabó con victoria bávara por 2-1. En el partido de vuelta el Madrid sería eliminado a través de los penaltis.
El 2 de mayo de 2012, después de derrotar por 0-3 al Athletic Club en San Mamés, se proclamó por primera (y única) vez campeón liguero con los merengues. Özil marcó el segundo gol para sumar así su segundo título con el club capitalino. En el último partido liguero contra el Mallorca marcó un doblete en el triunfo por 4-1. Özil, con un total de 16 pases de gol, fue el máximo asistente de aquella edición de Liga. Algunas de sus asistencias más destacadas fueron un pase de tacón a Ronaldo en el empate 1-1 contra el Villarreal -encuentro donde acabó expulsado— o el pase  —también a Ronaldo— en el crucial 1-2 del Camp Nou. Además la UEFA lo incluiría en el once ideal de la Liga.

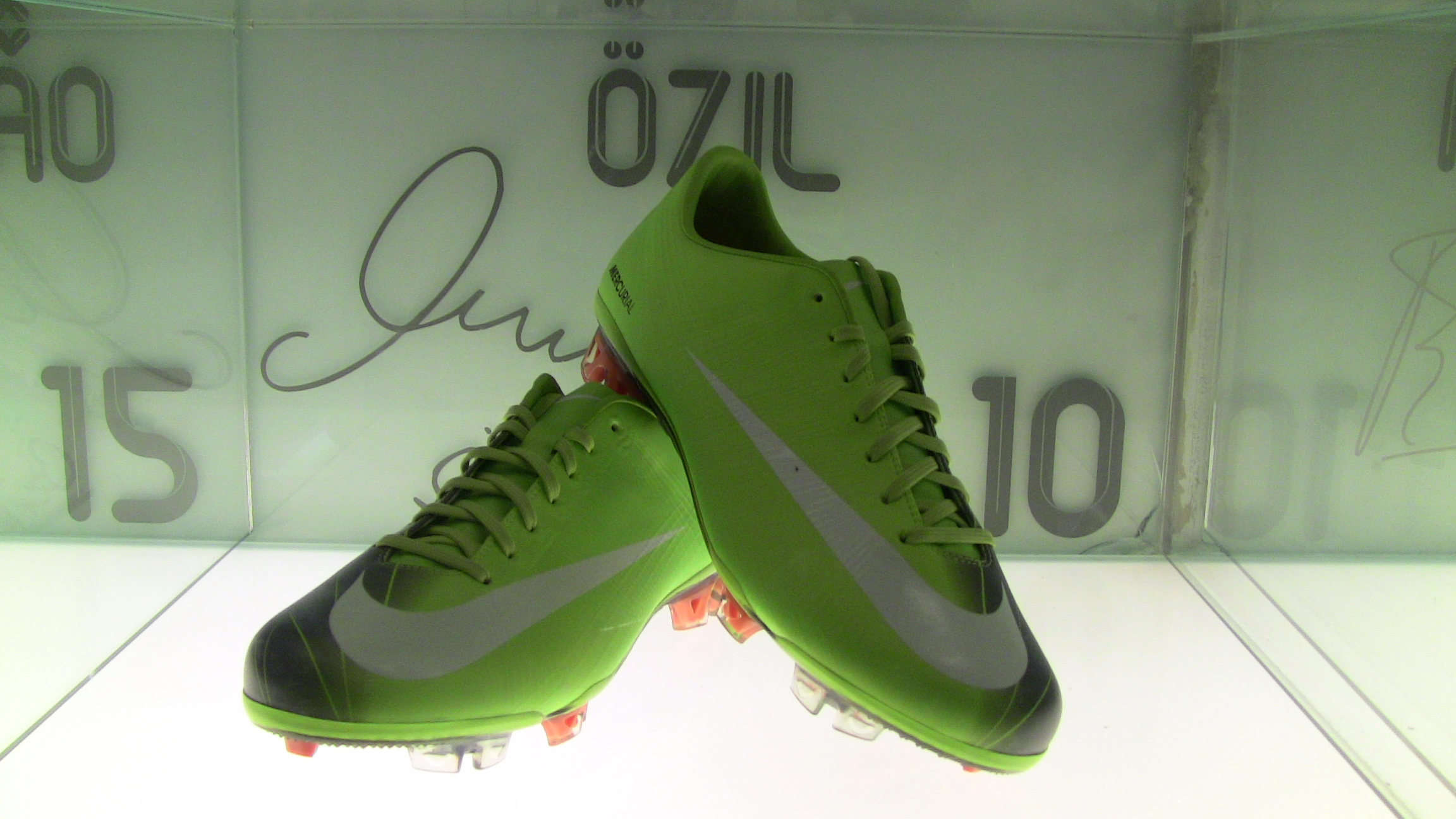
Botas de Mesut presentadas en el Santiago Bernabéu.

El 29 de agosto de 2012 conquistó el único trofeo que le quedaba por ganar en España: la Supercopa de España.
El 7 de octubre volvió a destacar en un Clásico dando la asistencia a Ronaldo para que este pusiera el 2-2 definitivo en el Camp Nou. De esta forma Özil superaba las 50 asistencias con el Real Madrid, el 41% de ellas a Cristiano Ronaldo.
El 6 de noviembre marcó ante el Borussia Dortmund en Liga de Campeones su primer gol de la temporada, de falta en el minuto 89 para empatar el partido. Días después, el 17 de noviembre ante el Athletic Club, se estrenó como goleador en esa Liga. El 1 de diciembre marcó en un derbi madrileño ante el Atlético de Madrid. Con este gol Özil alcanzó los 25 goles en Primera División desde que debutara en la Bundesliga con el Schalke 04. Superó esta cifra en el siguiente partido, contra el Real Valladolid, donde marcó un doblete, logrando por primera vez desde que está en el Madrid marcar en dos partidos seguidos.
En diciembre de 2012 Özil fue elegido Futbolista alemán del año en una encuesta realizada por la Federación Alemana de Fútbol donde acaparó el 33% de los votos. Además fue el Mejor Asistente absoluto de 2012 —con 29 pases de gol— superando a futbolistas como Juan Mata, Andrés Iniesta o Cesc Fàbregas.
El 30 de enero de 2013 volvió a brillar en un Clásico con, además de la asistencia a Raphael Varane en el tanto del empate a 1, un increíble control de balón con la espuela. Özil monopolizó todo el ataque del Madrid, siendo el futbolista, de los 26 que participaron del partido, que más jugadas de peligró generó.
El 6 de abril destacó en la goleada (5-1) ante el Levante. Özil solo disputó los últimos quince minutos del encuentro (entró en el minuto 76 por Benzema) consiguiendo en ese tiempo un doblete. El 20 de abril en un encuentro ante el Real Betis, el alemán cumplió 150 partidos oficiales con la camiseta del Madrid. El equipo madrileño se impuso por 3-1, consiguiendo Özil un nuevo doblete.
Sin embargo, después de que el Madrid no ganara ningún título grande (Liga, Copa o Liga de Campeones), y tras la destitución de José Mourinho como técnico madridista, abandonaría el club merengue tras 3 temporadas.

### Arsenal F. C.

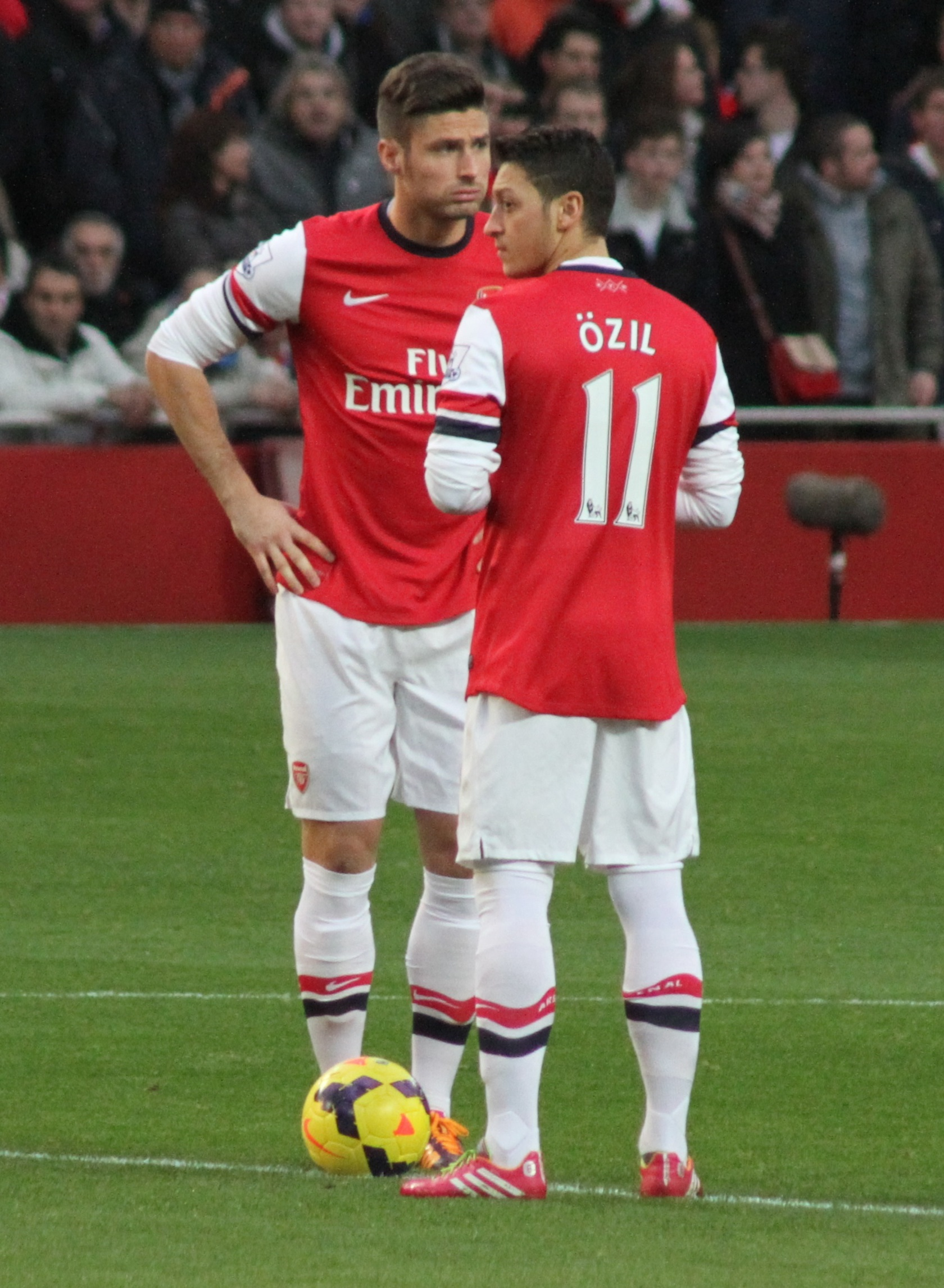
Özil y Olivier Giroud en un saque de inicio.

El 31 de agosto de 2013 se confirmó su traspaso al Arsenal por una cifra cercana a los 50 millones de euros. Este fue el traspaso más caro de la historia del Arsenal y de un futbolista alemán. El 2 de septiembre, Özil firmó un contrato de cinco años a razón de siete millones de euros por temporada con el club londinense, que le asignó el dorsal 11.
El Real Madrid, el Arsenal y el propio jugador ocultaron el traspaso a la prensa y a la opinión pública hasta el día en que se hizo oficial. El nuevo entrenador madridista, Carlo Ancelotti, descartó al jugador alemán después de conseguir los fichajes de Gareth Bale e Isco.
Su marcha causó un gran revuelo y se criticó mucho, pues era un jugador apreciado por la afición y por sus compañeros de equipo. Algunos de ellos, como Cristiano Ronaldo, mostró su disconformidad con la gestión del club madridista tras la marcha del jugador germano. Estas críticas aumentaron por su gran rendimiento con el Arsenal al principio de temporada.
Özil hizo su debut con el Arsenal en su partido de liga en casa del Sunderland el 14 de septiembre de 2013. Ayudó a Olivier Giroud  en el saque de gol, en el minuto 11 del partido, ya que pasó a ganar 3-1.
Tres días después hizo su debut en la Liga de Campeones, donde jugó contra el Olympique de Marsella. Poco más de tres semanas después de hacer su debut con el Arsenal, hizo su casa debut contra el Stoke City en la victoria por 3-1. Estuvo involucrado en los tres goles, dos asistencias y un tiro libre que se salvó. Él anotó su primer gol con el Arsenal, un acabado brillante controlado desde un centro de Ramsey, en un 2 -0 ganar contra S. S. C. Napoli en la Liga de Campeones de la UEFA.

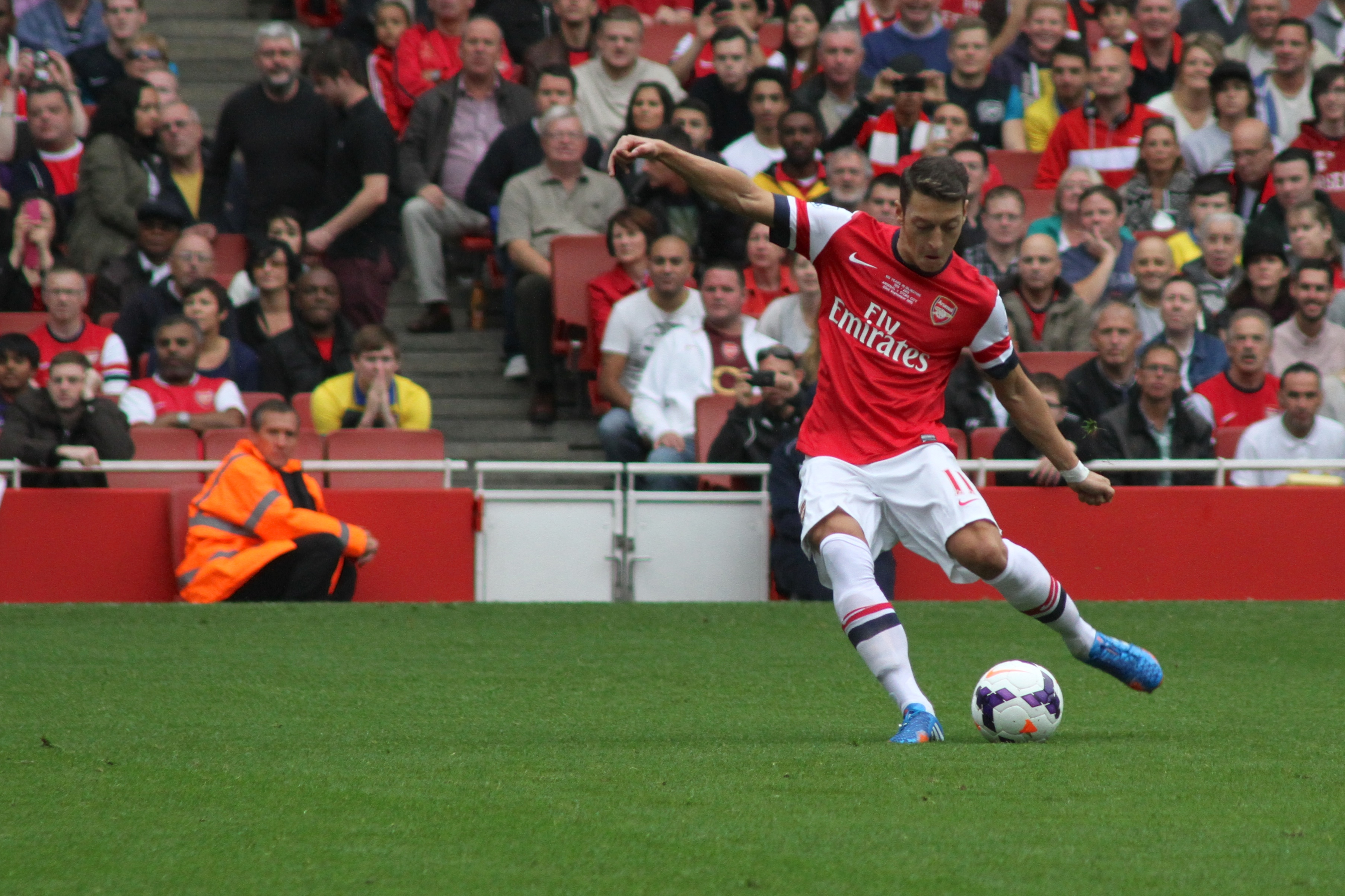
Özil en un partido contra el Stoke City el 22 de septiembre de 2013.

Özil volvió a ser preseleccionado para el premio FIFA Balón de oro, junto con su excompañero de equipo Cristiano Ronaldo. Özil también fue presentado en el "Equipo del Año de la UEFA".
Özil comenzó en diciembre en la manera fina con dos goles como muchos partidos contra Hull City y Everton. Una lesión menor en el hombro obligó a Özil quedar fuera de la final de diciembre, la cual terminó en victoria contra el Newcastle United. Después de la derrota 6-3 a Manchester City, Özil estuvo involucrado en un altercado con su compañero Per Mertesacker. Mertesacker se enojó con Özil por no dar las gracias a los aficionados que viajan. Özil se disculpó posteriormente, a través de Facebook, por no reconocer los seguidores del Arsenal.
Özil jugó cuatro de seis partidos del Arsenal en enero. El mediocampista se perdió la victoria del Arsenal sobre Cardiff City el día de Año Nuevo con una lesión en el hombro antes de volver a hacer una aparición tardía desde el banquillo contra el Tottenham Hotspur en la Copa FA. El jugador de 25 años de edad, produjo un pase de diapositivas en reglas para Lukas Podolski para anotar su primer gol contra el Coventry City y siempre la pelota por Santi Cazorla meta contra Southampton a finales de mes para ayudar a llevar a su cuenta personal a 10.

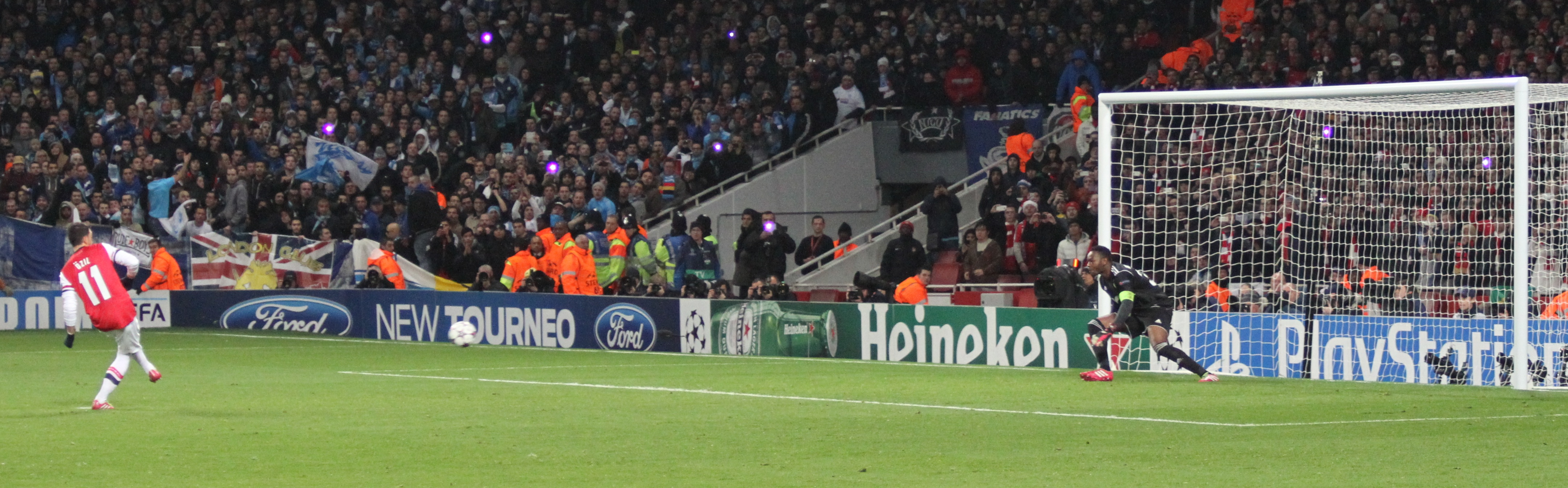
Özil cobrando un penalti contra el portero Steve Mandanda del Marseille.

Febrero fue un mes difícil para Özil mientras luchaba por llegar a las alturas que mostró en sus primeros meses en el club. El mediapunta alemán logró una brillante pieza de habilidad para ganar un penal contra el Bayern Múnich en la fase eliminatoria de la Liga de Campeones, pero su penalti parado por Manuel Neuer. Al hablar ante el empate con el Manchester United, Arsène Wenger habló de Özil, diciendo:. "Él ha hecho bien, se está adaptando así a la Premier League - lo hemos visto antes [de que se necesita tiempo] No me gustaría poner demasiada presión sobre él, porque él ha sido un jugador de primera clase hasta ahora. Él no tenía el mejor de los juegos [ Liverpool ] (una derrota por 5-1, donde Özil fue el centro de atención debido a una mala actuación ), pero eso puede pasar. Él trabaja muy duro para adaptarse al nivel físico de la Premier League y para mí es un jugador excepcional".
En octubre de 2020 se comprometió a seguir donando parte de su salario a Gunnersaurus, la mascota del Arsenal F. C. de Inglaterra, para que conservara el trabajo que había venido realizando desde 1993.

### Turquía
El 24 de enero de 2021 se anunció de forma oficial su traspaso al Fenerbahçe S. K. Se unó al club como agente libre después de que su contrato con el Arsenal se terminó seis meses antes de tiempo. Firmó un contrato de tres años y medio con el Fenerbahçe.
Özil dijo que estaba muy feliz y emocionado de unirse al club y que llevaría la camiseta con orgullo. «Siempre he sido del Fenerbahçe, para mí se cumple un sueño», dijo. Fenerbahçe ya había querido fichar a Özil por años. Özil había expresado su deseo de representar al Fenerbahçe, el equipo al que apoyaba cuando era niño, durante su carrera.
En la primera temporada a Özil se le asignó el dorsal 67, en referencia a la matrícula de la ciudad de sus antepasados, Zonguldak de Turquía, ya que su dorsal clásico 10 y su dorsal anterior 11 estaban ocupados por Mbwana Samatta y Diego Perotti, respectivamente. El 2 de febrero hizo su debut oficial en sustitución de Mame Thiam en el minuto 77, en la victoria por 2-1 ante el Hatayspor. Özil se perdió ocho partidos de la Superliga de Turquía en su primera temporada desde el 4 de marzo hasta el 29 de abril tras la rotura de ligamentos del tobillo y contagiarse COVID-19. El 11 de mayo produjo su primera asistencia con el Fenerbahçe ante Sivasspor.
En la segunda temporada a Özil se le cedió su dorsal clásico 10. El 15 de agosto marcó su primer gol en la victoria por 1-0 ante el Adana Demirspor, y capitaneó al Fenerbahçe por primera vez en un partido oficial. El 16 de septiembre marcó su primer gol en la Liga Europa ante el Eintracht Fráncfort. El 21 de noviembre marcó un gol de empate ante el Galatasaray en el minuto 31, corriendo desde la línea de medio campo hasta el área penal en el clásico del fútbol turco que Fenerbahçe ganó por 2-1 en el Estadio Nef.
El 24 de marzo de 2022 fue apartado del equipo con su compañero Ozan Tufan. El 11 de julio el club anunció que rescindió su contrato por común acuerdo.
El 14 de julio de 2022, tres días después de haber quedado libre, el İstanbul Başakşehir F. K. anunció su llegada al equipo por un año más otro opcional. El 21 de agosto hizo su debut oficial en sustitución de Berkay Özcan en el minuto 80, en la victoria por 2-0 ante el Kayserispor.
El 22 de marzo de 2023, Özil anunció su retirada del fútbol tras sus frecuentes lesiones.

## Selección nacional

### Categorías inferiores

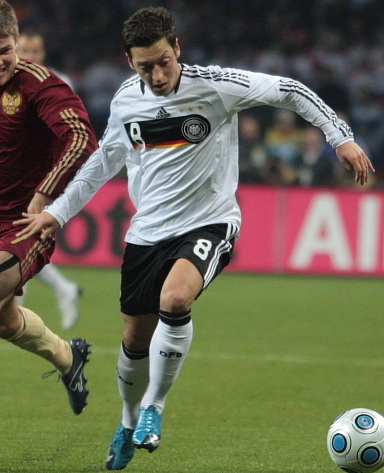
Mesut Özil jugando con la selección en 2009.

En septiembre de 2006, Mesut Özil fue llamado por primera vez para la selección alemana sub-19, debutando contra Austria. Formó parte de la plantilla del seleccionado alemán que disputó el Campeonato Europeo sub-19 de 2007. El centrocampista marcó en los primeros dos partidos del torneo, contra Rusia y Francia. Con apenas 18 años, Özil fue convocado por primera vez con la selección sub-21. En su primera actuación con dicho combinado, el 7 de septiembre de 2007 contra Irlanda del Norte, se estrenó también como goleador.
En noviembre de 2007, Özil, cuyos padres habían llegado a Alemania siendo niños, inició trámites burocráticos para renunciar a la nacionalidad turca. Hasta ese momento poseía pasaportes tanto alemán como turco. Aunque el resultado de dichos trámites no es público y por tanto se desconoce si sigue teniendo la nacionalidad, sí se sabe que Özil no posee un pasaporte turco.
Al comienzo de la temporada 2008-09, el seleccionador turco Fatih Terim quiso convocarle para un partido del equipo nacional turco. Özil rechazó la convocatoria argumentando que quería concentrarse en su trabajo en la selección sub-19 alemana y en la preparación del Europeo de dicha categoría. Pese a esta renuncia inicial, Terim siguió insistiendo.
Mesut Özil debutó con la selección absoluta germana el 11 de febrero de 2009, en un amistoso contra Noruega, una semana después de hacer pública su elección de jugar con Alemania.
Tras su debut, volvió a la sub-21 para jugar la Eurocopa de la categoría de 2009, organizado en Suecia. En dicha competición, Alemania se alzó con el título. En la final derrotaron contundentemente a la selección inglesa por un 4-0. Özil dio dos asistencias y marcó un gol, gracias a lo cual fue elegido mejor jugador del partido.

### Selección absoluta

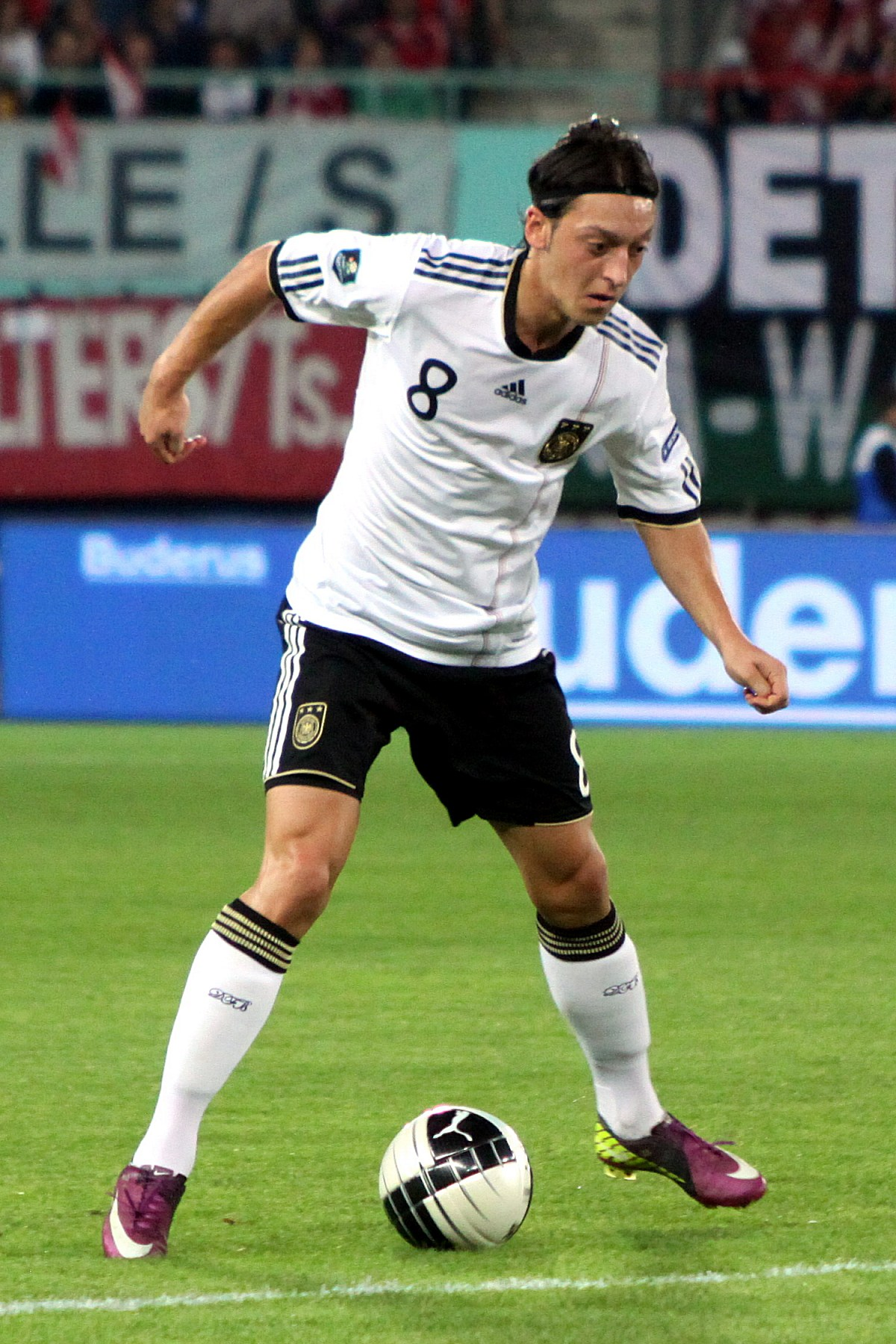
Özil en una aparición con la selección alemana en 2011.

Debutó con la selección absoluta alemana el 11 de febrero de 2009 en un amistoso ante Noruega que acabó con marcador de 0-1 favorable al equipo escandinavo. Özil ingresaría en el minuto 78 en reemplazo de Piotr Trochowski.
El 5 de septiembre del mismo año anotó su primer gol con el combinado absoluto. Lo haría en la victoria por 2-0 de la Mannschaft ante Sudáfrica. Y el 9 de octubre ante Rusia daría la asistencia a Miroslav Klose en el gol que clasificó a los teutones para el Mundial de Sudáfrica 2010.
El 1 de junio de 2010 fue confirmado por Joachim Löw como parte de la lista definitiva de jugadores que viajarían al continente africano para jugar la Copa Mundial de Fútbol de 2010.
Tras haber alcanzado las semifinales en la Copa del Mundo de 2010 y la Eurocopa 2012, Alemania consiguió su cuarto título mundial en 2014 en el torneo realizado en Brasil, donde Özil fue pieza clave en el equipo europeo anotando un gol y asistiendo en otros dos.

#### Copa del Mundo de 2010
Ya en tierras sudafricanas Özil sería titular en todos los partidos que disputó Alemania. Y además fue uno de los más destacados en el combinado alemán lo cual influyó en su fichaje por el Real Madrid de España una vez finalizado el torneo.
En el debut ante Australia inició la jugada del 1-0 de Lukas Podolski y asistió a Cacau en el 4-0 definitivo. Su actuación fue brillante y los elogios no se hicieron esperar. «Özil, soberbio, guio a la mejor Alemania de los últimos tiempos(...) Su pierna izquierda es una delicia. Estuvo colosal». afirmó Marca. Contra Ghana días después marcaría el gol del triunfo y sería elegido Jugador del partido por la FIFA. En octavos, ante Inglaterra, entregó una asistencia a Thomas Müller (4-1). Y en el partido ante Argentina en cuartos asistió a Klose en el cuarto gol alemán. Alemania caería derrotada por 0-1 en semifinales ante España aunque posteriormente vencería por 2-3 a Uruguay en la disputa por el Tercer Lugar. A nivel individual la FIFA lo incluyó en la lista de 10 candidatos para llevarse el Balón de Oro del Mundial y el gol que le marcó a Ghana fue escogido como el tercer mejor gol del torneo.

#### Eurocopa 2012
Alemania integró el grupo de la muerte de la Eurocopa 2012 junto a Portugal, Dinamarca y Países Bajos. La primera fase sería sólo victorias para el combinado alemán, venciendo consecutivamente a sus rivales por 1-0, 2-1 y 2-1 respectivamente. Özil no tuvo una participación destacada en esta primera fase, pero cobraría importancia en la recta final del torneo ya que estuvo bastante activo en las labores ofensivas, entregando pases clave y alimentando a los distintos atacantes del equipo como Mario Gómez, Miroslav Klose, Lukas Podolski y Marco Reus.
A pesar de las intenciones alemanas, la selección sería eliminada en semifinales frente a Italia en un partido que finalizó 2-1 gracias a un doblete de Mario Balotelli, quien fue escogido como el Jugador del Partido y una de las revelaciones de la Italia finalista, y el descuento de penal lanzado por el propio Özil, pero que llegó recién a los 92 minutos de juego, por lo que equipo no tuvo tiempo a empatar el marcador. De esta forma Alemania se despedía del campeonato europeo, sin poder reeditar las glorias de 1972, 1980 y 1996.

#### Copa del Mundo de 2014
El 8 de mayo de 2014, Özil fue incluido en la lista preliminar de 30 jugadores por el entrenador Joachim Löw con miras a la Copa Mundial de Fútbol de 2014. Fue ratificado entre los 23 jugadores que viajaron a Brasil el 2 de junio. Jugó los 7 partidos en el equipo campeón de la Copa y anotó el gol que significó la victoria de Alemania contra Argelia, en los octavos de final.

#### Copa del Mundo de 2018
El 4 de junio de 2018 el seleccionador Joachim Löw lo incluyó en la lista de 23 para el Mundial. En el torneo disputado en Rusia, Alemania quedó eliminada en la primera fase.

## Retiro
El 22 de marzo de 2023, tras su ruptura con su anterior equipo anunció su retiro definitivo del fútbol tras 17 años de carrera profesional.

### Participaciones en Copas del Mundo
| Mundial                        | Sede      | Resultado    | Partidos | Goles |
| ------------------------------ | --------- | ------------ | -------- | ----- |
| Copa Mundial de Fútbol de 2010 | Sudáfrica | Semifinales  | 7        | 1     |
| Copa Mundial de Fútbol de 2014 | Brasil    | Campeón      | 7        | 1     |
| Copa Mundial de Fútbol de 2018 | Rusia     | Primera fase | 2        | 0     |

### Participaciones en Eurocopas
| Copa          | Sede              | Resultado   | Partidos | Goles |
| ------------- | ----------------- | ----------- | -------- | ----- |
| Eurocopa 2012 | Polonia y Ucrania | semifinales | 4        | 3     |

## Estadísticas

### Clubes
Actualizado al último partido jugado el 2 de febrero de 2023.
| Club                              | Div.          | Temporada     | Liga  | Liga  | Liga   | Copas | Copas | Copas  | Internacional | Internacional | Internacional | Total | Total | Total  |
| Club                              | Div.          | Temporada     | Part. | Goles | Asist. | Part. | Goles | Asist. | Part.         | Goles         | Asist.        | Part. | Goles | Asist. |
| --------------------------------- | ------------- | ------------- | ----- | ----- | ------ | ----- | ----- | ------ | ------------- | ------------- | ------------- | ----- | ----- | ------ |
| FC Schalke 04 II · Alemania       | 2.ª B         | 2005-06       | 1     | –     | –      | -     | –     | –      | -             | –             | –             | 1     | 0     | 0      |
| FC Schalke 04 II · Alemania       | Total club    | Total club    | 1     | 0     | 0      | 0     | 0     | 0      | 0             | 0             | 0             | 1     | 0     | 0      |
| FC Schalke 04 · Alemania          | 1.ª           | 2006-07       | 19    | –     | 1      | 3     | –     | –      | 1             | –             | –             | 23    | 0     | 1      |
| FC Schalke 04 · Alemania          | 1.ª           | 2007-08       | 11    | –     | 4      | 1     | 1     | –      | 4             | –             | –             | 16    | 1     | 4      |
| FC Schalke 04 · Alemania          | Total club    | Total club    | 30    | 0     | 5      | 4     | 1     | 0      | 5             | 0             | 0             | 39    | 1     | 5      |
| Werder Bremen · Alemania          | 1.ª           | 2007-08       | 12    | 1     | 1      | –     | –     | –      | 2             | –             | –             | 14    | 1     | 1      |
| Werder Bremen · Alemania          | 1.ª           | 2008-09       | 28    | 3     | 15     | 5     | 2     | 1      | 14            | –             | 7             | 47    | 5     | 23     |
| Werder Bremen · Alemania          | 1.ª           | 2009-10       | 31    | 9     | 16     | 5     | –     | 2      | 10            | 1             | 11            | 46    | 11    | 29     |
| Werder Bremen · Alemania          | 1.ª           | 2010-11       | –     | –     | –      | 1     | –     | 1      | –             | –             | –             | 1     | 0     | 1      |
| Werder Bremen · Alemania          | Total club    | Total club    | 71    | 13    | 32     | 11    | 2     | 4      | 26            | 1             | 18            | 108   | 17    | 54     |
| Real Madrid C. F. · España        | 1.ª           | 2010-11       | 36    | 6     | 19     | 6     | 3     | 2      | 11            | 1             | 7             | 53    | 10    | 28     |
| Real Madrid C. F. · España        | 1.ª           | 2011-12       | 35    | 4     | 19     | 7     | 1     | 4      | 10            | 2             | 5             | 52    | 7     | 28     |
| Real Madrid C. F. · España        | 1.ª           | 2012-13       | 32    | 9     | 16     | 10    | –     | 4      | 10            | 1             | 4             | 52    | 10    | 24     |
| Real Madrid C. F. · España        | 1.ª           | 2013-14       | 2     | –     | –      | –     | –     | –      | –             | –             | –             | 2     | 0     | 0      |
| Real Madrid C. F. · España        | Total club    | Total club    | 105   | 19    | 54     | 23    | 4     | 10     | 31            | 4             | 16            | 159   | 27    | 80     |
| Arsenal F. C. Inglaterra          | 1.ª           | 2013-14       | 26    | 5     | 9      | 6     | 1     | 2      | 8             | 1             | 2             | 40    | 7     | 13     |
| Arsenal F. C. Inglaterra          | 1.ª           | 2014-15       | 22    | 4     | 5      | 5     | 1     | 2      | 5             | –             | 1             | 32    | 5     | 8      |
| Arsenal F. C. Inglaterra          | 1.ª           | 2015-16       | 35    | 6     | 19     | 2     | –     | 1      | 8             | 2             | –             | 45    | 8     | 20     |
| Arsenal F. C. Inglaterra          | 1.ª           | 2016-17       | 33    | 8     | 9      | 3     | –     | 1      | 8             | 4             | 3             | 44    | 12    | 13     |
| Arsenal F. C. Inglaterra          | 1.ª           | 2017-18       | 26    | 4     | 8      | 2     | –     | –      | 7             | 1             | 4             | 35    | 5     | 12     |
| Arsenal F. C. Inglaterra          | 1.ª           | 2018-19       | 24    | 5     | 2      | 1     | –     | –      | 10            | 1             | 1             | 35    | 6     | 3      |
| Arsenal F. C. Inglaterra          | 1.ª           | 2019-20       | 18    | 1     | 2      | 3     | –     | –      | 2             | –             | –             | 23    | 1     | 2      |
| Arsenal F. C. Inglaterra          | Total club    | Total club    | 184   | 33    | 54     | 22    | 2     | 6      | 48            | 9             | 11            | 254   | 44    | 79     |
| Fenerbahçe S. K. Turquía          | 1.ª           | 2020-21       | 10    | –     | 1      | 1     | –     | –      | –             | –             | –             | 11    | 0     | 1      |
| Fenerbahçe S. K. Turquía          | 1.ª           | 2021-22       | 22    | 8     | 2      | –     | –     | –      | 4             | 1             | –             | 26    | 9     | 2      |
| Fenerbahçe S. K. Turquía          | Total club    | Total club    | 32    | 8     | 3      | 1     | 0     | 0      | 4             | 1             | 0             | 37    | 9     | 3      |
| İstanbul Başakşehir F. K. Turquía | 1.ª           | 2022-23       | 4     | –     | –      | 1     | –     | –      | 2             | –             | –             | 7     | 0     | 0      |
| İstanbul Başakşehir F. K. Turquía | Total club    | Total club    | 4     | 0     | 0      | 1     | 0     | 0      | 2             | 0             | 0             | 7     | 0     | 0      |
| Total carrera                     | Total carrera | Total carrera | 415   | 69    | 146    | 62    | 9     | 20     | 112           | 14            | 45            | 589   | 97    | 211    |
| 1. 2. 3.                          |               |               |       |       |        |       |       |        |               |               |               |       |       |        |

### Selección nacional
Actualizado al último partido jugado el 27 de junio de 2018.
| Selección | Año   | Amistosos | Amistosos | Amistosos | Eurocopa | Eurocopa | Eurocopa | Eliminatorias Europeas | Eliminatorias Europeas | Eliminatorias Europeas | Mundial | Mundial | Mundial | Eliminatorias Mundialistas | Eliminatorias Mundialistas | Eliminatorias Mundialistas | Total | Total | Total  |
| Selección | Año   | Part.     | Goles     | Asist.    | Part.    | Goles    | Asist.   | Part.                  | Goles                  | Asist.                 | Part.   | Goles   | Asist.  | Part.                      | Goles                      | Asist.                     | Part. | Goles | Asist. |
| --------- | ----- | --------- | --------- | --------- | -------- | -------- | -------- | ---------------------- | ---------------------- | ---------------------- | ------- | ------- | ------- | -------------------------- | -------------------------- | -------------------------- | ----- | ----- | ------ |
| Alemania  | 2009  | 3         | 1         | 0         | -        | -        | -        | -                      | -                      | -                      | -       | -       | -       | 4                          | 0                          | 1                          | 7     | 1     | 1      |
| Alemania  | 2010  | 3         | 0         | 0         | -        | -        | -        | 4                      | 1                      | 2                      | 7       | 1       | 3       | -                          | -                          | -                          | 14    | 2     | 5      |
| Alemania  | 2011  | 4         | 1         | 2         | -        | -        | -        | 5                      | 4                      | 5                      | -       | -       | -       | -                          | -                          | -                          | 9     | 5     | 7      |
| Alemania  | 2012  | 4         | 0         | 2         | 5        | 1        | 3        | -                      | -                      | -                      | -       | -       | -       | 4                          | 5                          | 1                          | 13    | 6     | 6      |
| Alemania  | 2013  | 3         | 0         | 2         | -        | -        | -        | -                      | -                      | -                      | -       | -       | -       | 6                          | 3                          | 4                          | 9     | 3     | 6      |
| Alemania  | 2014  | 3         | 0         | 2         | -        | -        | -        | -                      | -                      | -                      | 7       | 1       | 1       | -                          | -                          | -                          | 10    | 1     | 3      |
| Alemania  | 2015  | 2         | 0         | 0         | -        | -        | -        | 6                      | 0                      | 4                      | -       | -       | -       | -                          | -                          | -                          | 8     | 0     | 4      |
| Alemania  | 2016  | 4         | 2         | 1         | 6        | 1        | 1        | -                      | -                      | -                      | -       | -       | -       | 3                          | 0                          | 1                          | 13    | 3     | 3      |
| Alemania  | 2017  | 2         | 0         | 1         | -        | -        | -        | -                      | -                      | -                      | -       | -       | -       | 3                          | 1                          | 2                          | 5     | 1     | 3      |
| Alemania  | 2018  | 2         | 1         | 0         | -        | -        | -        | -                      | -                      | -                      | 2       | 0       | 0       | -                          | -                          | -                          | 4     | 1     | 0      |
| Total     | Total | 30        | 5         | 10        | 11       | 2        | 4        | 15                     | 5                      | 11                     | 16      | 2       | 4       | 20                         | 9                          | 9                          | 92    | 23    | 38     |

### Resumen estadístico
| Competición           | Partidos | Goles | Asistencias |
| --------------------- | -------- | ----- | ----------- |
| Liga                  | 368      | 64    | 140         |
| Copas nacionales      | 57       | 9     | 26          |
| Copas internacionales | 110      | 18    | 44          |
| Selección de Alemania | 92       | 23    | 38          |
| Total                 | 627      | 114   | 248         |

### Hat-tricks
| 1 | 19 de octubre de 2016 | Emirates Stadium, Londres | Arsenal - Ludogorets Razgrad |  | 6 - 0 | Liga de Campeones 2016-17 |

## Palmarés

### Títulos nacionales
| Título                     | Club              | País       | Año  |
| -------------------------- | ----------------- | ---------- | ---- |
| Copa de Alemania           | Werder Bremen     | Alemania   | 2009 |
| Supercopa de Alemania      | Werder Bremen     | Alemania   | 2009 |
| Copa del Rey               | Real Madrid C. F. | España     | 2011 |
| Primera División de España | Real Madrid C. F. | España     | 2012 |
| Supercopa de España        | Real Madrid C. F. | España     | 2012 |
| FA Cup                     | Arsenal F. C.     | Inglaterra | 2014 |
| Community Shield           | Arsenal F. C.     | Inglaterra | 2014 |
| FA Cup                     | Arsenal F. C.     | Inglaterra | 2015 |
| Community Shield           | Arsenal F. C.     | Inglaterra | 2015 |
| FA Cup                     | Arsenal F. C.     | Inglaterra | 2017 |
| Community Shield           | Arsenal F. C.     | Inglaterra | 2017 |
| FA Cup                     | Arsenal F. C.     | Inglaterra | 2020 |
| Community Shield           | Arsenal F. C.     | Inglaterra | 2020 |

### Títulos internacionales
| Título                  | Club (*)          | Sede   | Año  |
| ----------------------- | ----------------- | ------ | ---- |
| Europeo Sub-21          | Alemania (sub-21) | Suecia | 2009 |
| Copa Mundial de la FIFA | Alemania          | Brasil | 2014 |

(*) Incluyendo la selección.

### Distinciones individuales
| Distinción                                                 | Año                          |
| ---------------------------------------------------------- | ---------------------------- |
| Futbolista del mes de septiembre en la Bundesliga          | 2008                         |
| Mejor jugador de la primera vuelta de la Bundesliga        | 2009                         |
| Futbolista del mes de noviembre en la Bundesliga           | 2009                         |
| Nominado al Balón de Oro de la Copa del Mundo de Sudáfrica | 2010                         |
| Tercer mejor gol de la Copa del Mundo de Sudáfrica         | 2010                         |
| Nominado al FIFA Balón de Oro                              | 2010, 2011, 2012             |
| Incluido en el «Once ideal de la Liga» por la UEFA         | 2012                         |
| Máximo asistente de la Primera División de España          | 2012                         |
| Futbolista alemán del año                                  | 2011, 2012, 2013, 2015, 2016 |
| Miembro del Equipo del Torneo de la Eurocopa               | 2012                         |
| Miembro del Once del año de la UEFA                        | 2012, 2013                   |

## Vida privada
Özil, que conserva la religión musulmana de sus padres, tuvo una relación sentimental con Anna-Maria Lagerblom, esposa separada del futbolista finés Pekka Lagerblom, exnovia del suizo Ludovic Magnin y hermana de la cantante de pop alemana Sarah Connor. Mesut Özil estuvo relacionado con la cantante turca Ebru Polat tras la ruptura con Anna-Maria en noviembre de 2010. Luego tuvo una relación con la cantante alemana Mandy Capristo, la relación comenzó a principios del año 2013 y acabó a mediados del 2014. Mesut y Mandy retomaron su relación en noviembre de 2015 cuando aparecieron juntos en la gala de los Banbi Awards. Posteriormente la relación terminaría en 2017. Desde ese año está emparejado con la actriz y Miss Turquía Amine Gülşe. Se casaron en 2019 y en marzo de 2020 nació su primera hija Eda.
En 2016 el partido de derecha Alternativa para Alemania (AfD) criticó al futbolista, de fe musulmana, por su supuesta falta de sentimientos nacionales y por haber publicado una foto en la que se le ve en La Meca vestido de peregrino. El 22 de julio de 2018, emitió un comunicado renunciando a la selección alemana por hechos de discriminación.
En diciembre de 2018, se le pudo ver junto con otros once jugadores del Arsenal consumiendo gas de la risa.
En una foto publicada por su entrenador físico en julio de 2023 se observa un tatuaje que contiene tres lunas crecientes y un lobo, símbolos relacionados con el Partido de Acción Nacionalista y el grupo paramilitar no oficial Lobos Grises, vinculados con la extrema derecha, actos de xenofobia y violencia.